# Hooked on a Feeling
Singles de Blue Swede
Never My Love
(1974)
Hooked on a Feeling est une chanson écrite par Mark James et enregistrée pour la première fois par le chanteur B. J. Thomas en 1968. Sa version la plus connue est la reprise du groupe suédois Blue Swede, qui se classe no 1 des ventes aux États-Unis en 1974.

## Histoire
La version de B. J. Thomas, avec son introduction caractéristique où apparaît un sitar électrique, se classe no 5 aux États-Unis en 1969. Deux ans plus tard, Hooked on a Feeling est reprise par l'auteur-compositeur anglais Jonathan King, qui y ajoute des pseudo-chants tribaux en « ooga chaka » inspirés de la chanson Running Bear de Johnny Preston. Sa version se classe no 23 au Royaume-Uni en novembre 1971.
La version de Blue Swede reprend les  « ooga chaka » de celle de Jonathan King. Son succès commercial en a fait un classique des années 1970, d'où son inclusion dans les bandes originales des films Reservoir Dogs (1992) et Les Gardiens de la Galaxie (2014). En 2015, on peut l'entendre dans un épisode de la série d'animation Les Gardiens de la Galaxie.
Hooked on a Feeling a également été reprise par :
- The Slugs sur la compilation 20 Explosive Dynamic Super Smash Hit Explosions! (1991)
- David Hasselhoff sur l'album Hooked on a Feeling (1997)